# G6 Jingzangmotorvägen
G6 Jingzangmotorvägen (京藏高速; JīngZàng gāosù) eller Jingzang Expressway eller  G6 Beijing–Lhasa Expressway är en motorväg i Kina under uppbyggnad. Sträckningen när den är komplett kommer att bli från Peking till Lhasa i Tibet. Motorvägen är färdigställd från Peking och halvvägs in i Qinghaiprovinsen (november 2016). Byggnationen av G6 Jingzangmotorvägen har pågått sedan mitten på 1990-talet och vägen byggs upp bit för bit och som år 2010 pusslades samman till en helhet.
I augusti 2010 inträffade på G6 Jingzangmotorvägen det som av tidningar har kallats världens längsta trafikstockning. Vägarbeten ledde till 100 km långa köer, och problemen med köerna pågick i 12 dagar. En del trafikanter satt fast i bilköerna i upp till fem dygn.
G6 Jingzangmotorvägen börjar vid norra Tredje ringvägen i centrala Peking. Första delen av motorvägen närmast Peking heter Badalingmotorvägen som även innehåller den extremt olycksdrabbade vägsträckan som i folkmun kallas "Dödsdalen" (死亡谷; sǐwánggǔ). Jingzangmotorvägen går norrut genom Juyongpasset till Hebeiprovinsen och vidare längs Yangfloden mot nordväst till Zhangjiakou och vidare väster ut in i Inre Mongoliet förbi Ulanqab, Hohhot och Baotou. Efter Baotou följer Jingzangmotorvägen Gula flodens norra sträckning, förbi den stora kröken, och vid Bayannur fortsätter motorvägen söder ut längs Gula floden förbi Wuhai in i Ningxiaprovinsen och Shizuishan till Yinchuan.
Från Yinchuan sammanfaller Jingzangmotorvägen med G70 Fuyinmotorvägen genom Wuzhong och Zhongning varefter Jingzangmotorvägen viker av väster in i Gansuprovinsen mot Baiyin och Lanzhou. Efter Lanzhou fortsätter vägen mot nordväst in i Qinghaiprovinsen förbi Haidong till Xining. Efter Xining och del av vägen sydväst mot Hainan är motorvägen inte färdigställd (november 2016). Efter Hainan förutsätter vägen mot nordväst förbi sjön Caka Yanhu varefter den inte är färdig längre (november 2016).
Anledningen till att Jingzangmotorvägen tar den lite längre vägen runt Gula flodens norra sträckning är att vägen ska kunna användas även för transport av mineraler från gruvorna i Inre Mongoliet öster ut till kusten.
Den första sträckningen av Jingzangmotorvägen från Peking är samma väg som Änkekejsarinnan Cixi tog när hon år 1900 flydde från Peking under boxarupproret. Vid det lilla samhället Jimingyi vid Yangfloden i Hebei passerar Jingzangmotorvägen precis vid ett hus där Cixi påstås har övernattat under flykten, och som nu är en turistattraktion.